# Текија
Текија је исламска сакрална грађевина, која служи за окупљање дервиша (суфија) — следбеника исламског мистицизма, религиозно-филозофског правца унутар ислама.
У почетку су дервиши обављали своје обреде у споредним деловима џамије, које су се звали арапским именом »завије« или »рибâт«, да би се касније за ове потребе успоставиле посебне установе које су се назвале текијама. У саставу текије је овећа просторија за заједничке обреде (семахана) унутар које је у зиду смештен и михраб за заједничко боголсужење; стан чувара или главног дервиша (шејха), и за остале дервише (рибит), за подучавање (медреса), понекад са (мусафирханом) —
просторијом за путнике-намернике у већим текијама, и јавном добротворном кухињом (имарет). Поред текије се налази и турбе, као и мање гробље за угледније дервише. Дервиши бораве у текији тачно одређене дане у недељи и години, и у том смислу она никако није истоветна са манастирима у хришћанству, имајући у виду да ислам не познаје испоснички и калуђерски живот.
Најпознатије текије на југословенским просторима биле су у Скопљу, Тетову (Харабати Бабина текија), Хаџи-Синанова у Сарајеву и текија на врелу реке Буне код Мостара.
 Прву текију у Босни и Херцеговини је, према наводима историчара културе Алије Бејтића, 1462. године подигао Гази Иса-бег у Сарајеву на данашњој Бембаши, и била је изграђена од ћерпича и дрвета. У путописима Евлије Челебије из средине 17. века се наводи да је у овом граду било четрдесет и седам места где се састају дервиши. Исламска заједница у БиХ је 1952. године забранила рад свих текија у БиХ, да би либерализацијом слободе вероисповести у Југославији крајем 1980-их година рад неких дервишких редова био обновљен или ново отпочен.